# Magyarország pontszerző helyezései a téli olimpiai játékokon
Ez a lap a Magyarország által a téli olimpiai játékokon elért pontszerző helyezéseket tartalmazza.
A Magyar Olimpiai Bizottság által használt pontrendszer szerint az aranyérem 7 pontot, az ezüstérem 5 pontot, a bronzérem 4 pontot, a negyedik hely 3 pontot, az ötödik hely 2 pontot, a hatodik hely 1 pont ér. 2014-ben a MOB nemzetközi igazgatója elmondta, hogy a magyar értékelésekben fontos szerepe van, ezzel összevethetők a különböző sportágak teljesítményei, ahol a versenyzők nem szereznek érmeket. A pontrendszer alapján osztották el a sportági támogatásokat. Az olimpiai pontrendszer az 1920-as években alakult ki, az első helyezettnek 10 pontot adtak, később ez 7 pontra változott. Magyarországon meghonosodott a pontrendszer használata, az olimpiák idején a magyar tudósításokban is rendszerint feltűnik ez a kifejezés.
| Helyezés | Név                                                                                | Versenyszám                                     | Év                           |
| -------- | ---------------------------------------------------------------------------------- | ----------------------------------------------- | ---------------------------- |
| Arany    | Burján Csaba, Knoch Viktor, Liu Shaoang, Liu Shaolin Sándor                        | rövidpályás gyorskorcsolya, férfi 5000 m váltó  | 2018, Phjongcshang           |
| Arany    | Liu Shaoang                                                                        | rövidpályás gyorskorcsolya, férfi 500 m         | 2022, Peking                 |
| Ezüst    | Kékessy Andrea, Király Ede                                                         | páros műkorcsolya                               | 1948, St. Moritz             |
| Ezüst    | Regőczy Krisztina, Sallay András                                                   | jégtánc                                         | 1980, Lake Placid            |
| Bronz    | Rotter Emília, Szollás László                                                      | páros műkorcsolya                               | 1932, Lake Placid            |
| Bronz    | Rotter Emília, Szollás László                                                      | páros műkorcsolya                               | 1936, Garmisch-Partenkirchen |
| Bronz    | Nagy Marianna, Nagy László                                                         | páros műkorcsolya                               | 1952, Oslo                   |
| Bronz    | Nagy Marianna, Nagy László                                                         | páros műkorcsolya                               | 1956, Cortina d’Ampezzo      |
| Bronz    | Jászapáti Petra, Kónya Zsófia, Liu Shaolin Sándor, Liu Shaoang, John-Henry Krueger | rövidpályás gyorskorcsolya, vegyes 2000 m váltó | 2022, Peking                 |
| Bronz    | Liu Shaoang                                                                        | rövidpályás gyorskorcsolya, férfi 1000 m        | 2022, Peking                 |
| 4.       | Orgonista Olga, Szalay Sándor                                                      | páros műkorcsolya                               | 1932, Lake Placid            |
| 4.       | Szekrényesy Piroska, Szekrényesy Attila                                            | páros műkorcsolya                               | 1936, Garmisch-Partenkirchen |
| 4.       | Pajor Kornél                                                                       | gyorskorcsolya, férfi 10 000 m                  | 1948, St. Moritz             |
| 4.       | Huszár Erika                                                                       | rövidpályás gyorskorcsolya, férfi 1500 m        | 2006, Torino                 |
| 4.       | Jászapáti Petra, Keszler Andrea, Bácskai Sára, Heidum Bernadett, Kónya Zsófia      | rövidpályás gyorskorcsolya, női 3000 m váltó    | 2018, Phjongcshang           |
| 4.       | Liu Shaoang                                                                        | rövidpályás gyorskorcsolya, férfi 1500 m        | 2022, Peking                 |
| 5.       | Király Ede                                                                         | férfi egyéni műkorcsolya                        | 1948, St. Moritz             |
| 5.       | Almássy Zsuzsa                                                                     | férfi egyéni műkorcsolya                        | 1972, Szapporo               |
| 5.       | Regőczy Krisztina, Sallay András                                                   | jégtánc                                         | 1976, Innsbruck              |
| 5.       | Knoch Viktor                                                                       | rövidpályás gyorskorcsolya, férfi 1500 m        | 2006, Torino                 |
| 5.       | Huszár Erika, Darázs Rózsa, Keszler Andrea, Heidum Bernadett                       | rövidpályás gyorskorcsolya, női 3000 m váltó    | 2010, Vancouver              |
| 5.       | Liu Shaolin Sándor                                                                 | rövidpályás gyorskorcsolya, férfi 500 m         | 2018, Phjongcshang           |
| 5.       | Liu Shaolin Sándor                                                                 | rövidpályás gyorskorcsolya, férfi 1500 m        | 2018, Phjongcshang           |
| 6.       | Almássy Zsuzsa                                                                     | női egyéni műkorcsolya                          | 1968, Grenoble               |
| 6.       | Huszár Erika                                                                       | rövidpályás gyorskorcsolya, női 1500 m          | 2010, Vancouver              |
| 6.       | Darázs Rózsa, Heidum Bernadett, Keszler Andrea, Lajtos Szandra, Kónya Zsófia       | rövidpályás gyorskorcsolya, női 3000 m váltó    | 2014, Szocsi                 |
| 6.       | Jászapáti Petra                                                                    | rövidpályás gyorskorcsolya, női 1500 m          | 2018, Phjongcshang           |
| 6.       | Liu Shaolin Sándor                                                                 | rövidpályás gyorskorcsolya, férfi 1500 m        | 2022, Peking                 |
| 6.       | Liu Shaoang, Liu Shaolin Sándor, John-Henry Krueger, Nógrádi Bence                 | rövidpályás gyorskorcsolya, férfi 5000 m váltó  | 2022, Peking                 |